# 야니 시에비넨
야니 니카노르 시에비넨(핀란드어: Jani Nikanor Sievinen, 핀란드어 발음: [ˈjɑni ˈsie̯ʋinen] ( 듣기), 1974년 3월 31일~)은 핀란드의 수영 선수로 주 종목은 개인혼영이다. 올림픽에 4회 출전했으며 1996년 하계 올림픽에서 남자 개인혼영 200m 종목에서 은메달을 획득했다. 또한 1994년 세계 수영 선수권 대회 남자 개인혼영 200m 종목에서 1분 58.16초의 세계 신기록을 세웠으며 이는 2003년 마이클 펠프스가 갱신할때 깨질 때까지 약 9년 동안 유지되었다.